# IPod touch
El iPod Touch fue un reproductor multimedia, PDA, videoconsola portátil y plataforma móvil Wi-Fi diseñado y distribuido por Apple Inc. A marzo de 2007, Apple llegó a vender más de 130 millones de iPod Touch; muy similar al iPhone 5 o 4s.
Fue presentado el 5 de septiembre de 2007 en el evento dirigido por Steve Jobs «The Beat Goes On». En ese mismo evento se dio a conocer su nuevo uso, el «Cover Flow». El iPod Touch utilizaba una memoria flash de 8, 16, 32 o 64 GiB dependiendo del modelo. Incluye el navegador web Safari y la aplicación Mail de Apple. Es la primera generación de iPods en incluir conexión inalámbrica para acceder a la iTunes Store. Además, el iPod tiene la capacidad de comprar la canción que se esté reproduciendo en ese mismo momento o cualquiera de las 10 últimas canciones reproducidas en el establecimiento. También se puede conectar inalámbricamente vía Wi-Fi y navegar en la iTunes Store o en la App Store (que está disponible a partir de la versión de iOS 2.0) para descargar cualquier canción durante la estancia en el local, o en cualquier lugar que disponga de conexión inalámbrica a Internet. El iPod fue distribuido en las tiendas de Apple de Estados Unidos durante el mes de septiembre de 2007.
Se hicieron pedidos en la tienda en línea de Apple desde varios países y las entregas comenzaron en todo el mundo el 28 de septiembre de 2007, pero para ingleses y estadounidenses sus pedidos empezaron a entregarse a partir del 17 de septiembre de 2007. Los pedidos de Australia se entregaron a partir del 22 de septiembre de 2007.
El iPod touch está equipado con conexión Wi-Fi 802.11b/g/n, y al igual que el iPhone tiene una versión para dispositivos móviles del navegador Safari. También se puede comprobar la bandeja de entrada del correo electrónico con la aplicación Mail de Apple. El Wi-Fi puede utilizarse para descargar música del iTunes Store y miles de aplicaciones de la App Store, usar aplicaciones que requieran acceso a Internet, etc.
Con iOS 9, la última versión disponible para el iPod Touch 5G, se incluyen todas las funcionalidades que esta ofrece, se exprime al máximo el chip A5 y los gráficos (y juegos) mejoran notablemente.
La tan rumoreada y silenciosa actualización del hardware del nuevo iPod Touch hace su debut haciéndolo 6 veces más rápido que su antecesor, otorgando el poder del ya conocido procesador A8 del iPhone que goza de mucho potencial sobre todo en juegos, ya que es compatible con la API Metal.
Se distribuye actualmente con iOS 8.4.1, y por supuesto, recibe la nueva versión de iOS 9 (al igual que su antecesor el iPod Touch 5G).
En 2022, dado las escasas ventas del dispositivo, Apple ha decidido descontinuarlo, no solo no creando nuevas versiones del dispositivo, si no deteniendo la fabricación de la más reciente (7ª Generación). Esto implica la total descontinuación de la línea de productos iPod, tras el fin de iPod classic en 2014, iPod nano y shuffle en 2017. Todas las funciones del iPod touch pueden encontrarse en la línea iPhone actual.

## Aplicaciones
Originalmente, el iPod Touch no incluía algunas de las aplicaciones del iPhone, tales como: Tiempo, Mapas, Mail, Notas y Bolsa. Pero desde la actualización 1.1.3, estas aplicaciones podían ser añadidas con previo pago de $20 dólares (17,99 €) y se incluiría de serie en los nuevos iPods del mes de enero de 2008.[cita requerida]
Apple anunció en marzo de 2008 el SDK para el iPod Touch y el iPhone, el cual permitiría instalar aplicaciones de terceros en los dispositivos, las cuales deberán ser distribuidas a través de iTunes. Esta función vendría incluida en una actualización disponible a partir de junio del 2008, la cual sería gratuita para el iPhone y de pago para el iPod Touch (9,95 dólares), aunque hay otra alternativa a esta actualización de pago, como es el firmware 1.1.5.[cita requerida]
En el firmware 2.0 se incluyó una aplicación que permite el ingreso a la App Store, así como aplicaciones que hasta ese momento solo estaban incluidas en el iPhone. En la 3.0, se agregó Spotlight (un buscador que permite encontrar aplicaciones, contactos, canciones y otros de manera rápida); también se añadieron las funciones copiar, cortar y pegar, autorrelleno de formularios, una aplicación de serie para grabar notas de voz, y control por voz (esta última es únicamente en la tercera y cuarta generación). Mientras que en la versión 4.0 (también llamada iOS 4) se añadió la capacidad para agrupar las aplicaciones en carpetas, la multitarea y el fondo de pantalla. Estas últimas dos prestaciones solo están disponibles oficialmente para la tercera y cuarta generación. En la actualización iOS 4.1, se añadió la aplicación "Game Center" (únicamente en iPod  2G, 3G, 4G y 5G, iPhone 3GS, 4, 4S y 5); esta app permite jugar con las apps descargadas y competir en línea con otros jugadores sobre esto
El Jailbreak del iPhone/iPod touch/iPad permite "liberar" de cualquier tipo de limitación a estos aparatos, pudiendo desde añadir temas, cambiar la fuente de las letras, descargar aplicaciones sin pagar, hasta agregar un vídeo como fondo de pantalla. Todo esto es descargable mediante una tienda llamada Cydia. Aunque Apple ha tenido muchas disputas con estos temas, cada vez intenta hacer versiones de software y aparatos más seguros en cuanto a este tipo de "hacks".
Debido a la demanda que se tuvo de Jailbreak hacia el iOS 4.0, se creó un modo sencillo de desbloquear sin equipos alternos, Jailbreakme. Este hack se realizaba accediendo a una página web, que solo era accesible desde el dispositivo que se le deseaba aplicar solamente "desbloqueando" una barra de desplazamiento.
Esta web utilizaba un agujero de seguridad, el cual permitía la ejecución del código malicioso al abrir un documento .pdf en el navegador de Internet nativo Safari.
Dicho proceso alertó a muchos usuarios de iPhone y iPod touch, debido a la falta seguridad del navegador de dichos dispositivos. Apple, por esa razón, y para reducir el Jailbreak en sus productos, lanzó una actualización del IOS 4 arreglando dicho defecto.
Recientemente ha aparecido una forma de hacer Jailbreak a la versión 8.1.2, con la ayuda de una herramienta llamada "Taig" en este caso es una aplicación para PC o Mac

## Especificaciones
Las especificaciones van de acuerdo al sitio web de Apple:
|  | Descontinuado |  | Actual |

| Modelo                         | 1.ª generación | 2.ª generación | 3.ª generación | 4.ª generación | 5.ª generación | 6.ª generación | 7.ª generación |
| Sistema operativo inicial      | iPod OS 1.1 | iPod OS 2.1.1 | iPod OS 3.1.1 | Inicialmente iOS 4/iOS 5/ iOS 6 | iOS 6.1.3 | iOS 8.4 | IOS 12. |
| Máxima versión soportada       | iOS 3.1.3 | iOS 4.2.1 | iOS 5.1.1 | iOS 6.1.6 | iOS 9.3.5 | iOS 12.4.2 | iOS 15 |
| Pantalla                       | 3,5 pulgadas (89 mm); relación de aspecto 2:3, 262.144 colores (18-bit), pantalla LCD cubierta de cristal brillante con retroiluminación LED, 480×320 px (HVGA), 163 ppp | 3,5 pulgadas (89 mm); relación de aspecto 2:3, 262.144 colores (18-bit), pantalla LCD cubierta de cristal brillante con retroiluminación LED, 480×320 px (HVGA), 163 ppp | 3,5 pulgadas (89 mm); relación de aspecto 2:3, 262.144 colores (18-bit), pantalla LCD cubierta de cristal brillante con retroiluminación LED, 480×320 px (HVGA), 163 ppp | 3,5 pulgadas (89 mm); relación de aspecto 2:3; 24-bit color, pantalla LCD cubierta de cristal brillante con retroiluminación LED, 960×640 px, 326 ppp | 4 pulgadas (100 mm); relación de aspecto 16:9; 24-bit color, pantalla LCD con tecnología IPS cubierta de cristal brillante con retroiluminación LED, 1136×640 px, 326 ppp | 4 pulgadas (100 mm); relación de aspecto 16:9; 24-bit color, pantalla LCD con tecnología IPS cubierta de cristal brillante con retroiluminación LED, 1136×640 px, 326 ppp | 4 pulgadas (100 mm); relación de aspecto 16:9; 24-bit color, pantalla LCD con tecnología IPS cubierta de cristal brillante con retroiluminación LED, 1136×640 px, 326 ppp |
| Chip                           | Samsung S5L8900 | Samsung S5L8720 | Samsung S5L8920 | A4 (S5L8930) | A5 (S5L8942) | A8 | A10 Fusion |
| CPU                            | 620 MHz (downclocked a 412 MHz, originalmente 400 MHz) ARM 1176JZ(F)-S                                                                                                   | 620 MHz (downclocked a 533 MHz) ARM 1176JZ(F)-S | 833 MHz (downclocked a 600 MHz) ARM Cortex-A8 | 1 GHz ARM Cortex-A8 Pro | 1 GHz ARM Cortex- A9 Dual-Core Pro | 1.10 GHz doble núcleo ARMv8-A 64-bit con coprocesador M8 | 2.34 GHz Doble núcleo principal 1.15 GHz Doble núcleo secundario ARMV8-A 64-bit |
| GPU                            | PowerVR MBX Lite | PowerVR MBX Lite | PowerVR SGX535 | PowerVR SGX535 | PowerVR SGX543MP2 | PowerVR G6430 (quad-core) GPU | PowerVR Series7XT |
| Almacenamiento                 | 8, 16 y 32 GiB | 8, 16 y 32 GiB | 32 y 64 GB | 8, 16, 32 y 64 GB | 16, 32 y 64 GB | 16, 32, 64 y 128 GB | 32,128 y 256 GB |
| Memoria RAM                    | 128 MiB DRAM | 128 MiB DRAM | 256 MiB DRAM | 256 MiB DRAM | 512 MiB | 1 GiB | 2 GiB |
| Conectividad                   | Wi-Fi (802.11b/g), USB 2.0/Conector dock | Además de lo anterior: Bluetooth 2.1 + EDR (requiere iPhone OS 3.0), Altavoz incorporado, controles de volumen físicos                                                   | Además de lo anterior: control de voz, Incluye audífonos | Además de lo anterior: 802.11n (únicamente 2,4 GHz) Giroscopio de 3 ejes Micrófono                                                                    | Además de lo anterior: Bluetooth 4.0 802.11n con MIMO (2.4 GHz y 5.0 GHz) Lightning remplaza el conector Dock de 30 pins | Wi-Fi 802.11a/b/g/n/ac Tecnología Bluetooth 4.1 Servicio de localización en Mapas | Wi-Fi 802.11a/b/g/n/ac Tecnología Bluetooth 4.1 Servicio de localización en Mapas |
| Cámara                         | No, desde la primera versión hasta la cuarta versión, Apple no ha incluido cámara de fotos ni de grabación de vídeo en los iPod Touch                                    | No, desde la primera versión hasta la cuarta versión, Apple no ha incluido cámara de fotos ni de grabación de vídeo en los iPod Touch                                    | No, desde la primera versión hasta la cuarta versión, Apple no ha incluido cámara de fotos ni de grabación de vídeo en los iPod Touch                                    | Trasera: Sensor CMOS con video (720p HD a 30 fps); Delantera: fotos con calidad VGA y video a 30 fps.                                                 | Trasera (excepto el modelo de 16GB): -Cámara iSight de 5 megapíxeles con enfoque automático, -Detección facial -Iluminación posterior -Lente de cinco elementos -Filtro de infrarrojos híbrido -Apertura de ƒ/2,4 con Función HDR (alto rango dinámico) -Grabación de video 1080p (Full HD) .-Cámara delantera: Cámara FaceTime HD de 1.2 megapíxeles y grabación de video a 720p (HD). | Cámara iSight: -Fotos de 8 MP -Autoenfoque -Apertura ƒ/2,4 -Lente de cinco elementos -Filtro híbrido IR -Iluminación posterior -Detección de caras mejorada -Control de exposición -Fotos panorámicas (hasta 43 MP) -Modo ráfaga -Enfoque con un toque -Geoetiquetado de fotos y videos con Wi–Fi -Modo temporizador Cámara FaceTime HD: -Fotos de 1,2 MP -Apertura ƒ/2.2 -Grabación de videos en HD de 720p -Sensor de iluminación posterior -HDR automático para fotos y videos -Detección de caras mejorada -Modo ráfaga -Control de exposición -Modo temporizadortemporizador -Grabación de vWi-Fi -Grabación de video en HD de 1080p (30 fps) -Enfoque con un toque mientras graba -Video en cámara lenta (120 fps) -Video en cámara rápida -Estabilización cinemática de video -Detección de caras mejorada -Zoom de 3x -Geoetiquetado de fotos y videos con Wi–Fi | Cámara iSight: -Fotos de 8 MP -Autoenfoque -Apertura ƒ/2,4 -Lente de cinco elementos -Filtro híbrido IR -Iluminación posterior -Detección de caras mejorada -Control de exposición -Fotos panorámicas (hasta 43 MP) -Modo ráfaga -Enfoque con un toque -Geoetiquetado de fotos y videos con Wi–Fi -Modo temporizador Cámara FaceTime HD: -Fotos de 1,2 MP -Apertura ƒ/2.2 -Grabación de videos en HD de 720p -Sensor de iluminación posterior -HDR automático para fotos y videos -Detección de caras mejorada -Modo ráfaga -Control de exposición -Modo temporizadortemporizador -Grabación de vWi-Fi -Grabación de video en HD de 1080p (30 fps) -Enfoque con un toque mientras graba -Video en cámara lenta (120 fps) -Video en cámara rápida -Estabilización cinemática de video -Detección de caras mejorada -Zoom de 3x -Geoetiquetado de fotos y videos con Wi–Fi |
| Procesador de audio            | Wolfson Microelectronics WM8758BG | Cirrus Logic CS4398[cita requerida] | Cirrus Logic CS4398 | Cirrus Logic CS42L61 | Cirrus Logic 338S1077 | Cirrus Logic 338S1116 | Cirrus Logic 338S1116 |
| Materiales                     | Pantalla de cristal, acero inoxidable trasero y bisel de aluminio; plástico para antena Wi-Fi                                                                            | Pantalla de cristal, acero inoxidable trasero y bisel de aluminio; plástico para antena Wi-Fi y Bluetooth                                                                | Pantalla de cristal, acero inoxidable trasero y bisel de aluminio; plástico para antena Wi-Fi y Bluetooth                                                                | Pantalla de cristal, acero inoxidable trasero y bisel de aluminio                                                                                     | Pantalla de cristal, aluminio en 5 colores trasero; plástico para Wi-Fi | Pantalla de cristal, aluminio en 6 colores trasero; plástico para Wi-Fi | Pantalla de cristal, aluminio en 6 colores trasero; plástico para Wi-Fi |
| Alimentación                   | Batería recargable de polímeros de iones de litio | Batería recargable de polímeros de iones de litio | Batería recargable de polímeros de iones de litio | Batería recargable de polímeros de iones de litio | Batería recargable de polímeros de iones de litio | Batería de iones de litio recargable integrada | Batería de iones de litio recargable integrada |
| Alimentación                   | 3,7 V 2.15 W·h (580 mA·h)[cita requerida] | 3,7 V 2,73 W·h (739 mA·h) | 3,7 V 2,92 W·h (789 mA·h) | 3,7 V 3,44 W·h (930 mA·h) | 3,7 V (1030 mAH) | 3,7 V (1040 mAH) | 3,7 V (1040 mAH) |
| Conector                       | 30-pin | 30-pin | 30-pin | 30-pin | Lightning | Lightning | Lightning |
| Duración de la batería (horas) | audio: 22 video: 5 | audio: 36 video: 6 | audio: 30 video: 6 | audio: 40 video: 7 | Lightning | Lightning | Lightning |
| Dimensiones                    | 110×61,8×8 mm | 110×61,8×8,5 mm | 110×61,8×8,5 mm | 110,7×57×7,2 mm | 123,4x58,6x6,1 mmº | 123,4x58,6x6,1 mmº | 123,4x58,6x6,1 mmº |
| Peso                           | 120 g | 115 g | 115 g | 101 g | 88 g y 86 g (16 GB) | 88 g | 88 g |
| Lanzamiento                    | 8 y 16 GB: 14 de septiembre de 2007 32 GB: 5 de febrero de 2008 | 9 de septiembre de 2008 | 9 de septiembre de 2009 | 8GB, 32GB y 64GB en negro y blanco: 6 de septiembre de 2010 (WWDC 2010) 16GB: 8 de diciembre de 2010                                                  | 32GB y 64GB: 12 de septiembre de 2012 16GB: 30 de mayo de 2013 | 16, 32, 64 y 128GB: 15 de julio de 2015 | 32,128 y 256 GB: 28 de mayo de 2019 |
| Descontinuado                  | 9 de septiembre de 2008 | 16 y 32 GB: 9 de septiembre de 2009 8 GB: 1 de septiembre de 2010 | 12 de septiembre de 2010 | 8GB y 64GB: 12 de septiembre de 2012 16GB y 32GB: 30 de mayo de 2013                                                                                  | 16, 32 y 64GB: 15 de julio de 2015 | 16, 32, 64 y 128GB: 28 de mayo de 2019 | 2022 |
| Imagen                         | | | | | | | |

### Formatos aceptados
El iPod touch puede reproducir los siguientes formatos de audio y vídeo:

Formatos de audio
- AAC (8 – 320 kbit/s)
- AAC protegido
- HE-AAC,
- MP3 (8 – 320 kbit/s)
- Audible (formatos 2, 3, 4, Audible Enhanced Audio, AAX, AAX+)
- Apple Lossless
- AIFF
- WAV

Formatos de video
- H.264: 720p, 30 fps, Main Profile level 3.1, AAC-LC audio 160 kbps hasta 48 kHz, formatos de archivo m4v, mp4, mov.
- MPEG-4, hasta 2,5 Mbit/s, 640×480 px, 30 fps, Simple Profile, AAC-LC audio hasta 160 kbit/s por canal, 48 kHz, formatos de archivo m4v, mp4, mov.
- Motion JPEG (M-JPEG) hasta 35 Mbit/s, 1280×720 px, 30 fps, sonido en ulaw, audio estéreo PCM en formato de archivo avi.
- Soporte para 1024×768 px mediante el adaptador de conector Dock a VGA; 576p y 480p con el cable de AV por componente; 576i y 480i con el cable de AV compuesto.

Formatos Adicionales
Es posible visualizar otros tipos de formatos de video con la instalación de aplicaciones de terceros que lo permiten. Aunque esto fuerza el hardware del reproductor, produciéndose muchas veces un alto consumo de la batería y que el vídeo no sea proyectado eficientemente. Un ejemplo de una aplicación de este tipo es "OPlayer"  que reproduce en el iPod formatos como wmv., aac., flv., real media y avi.
Más recientemente han surgido nuevas aplicaciones de apariencia agradable y aparente buen funcionamiento, una de ellas es "Buzz Player" que facilita al iPod nuevas funcionalidades y mejor manejo por el usuario.

## Idiomas
Está disponible en alemán, árabe, catalán, coreano, chino simplificado, chino tradicional, danés, español, finés, francés, inglés, italiano, japonés, neerlandés u holandés, noruego, polaco, portugués, ruso y sueco.[cita requerida]
Es compatible con teclado internacional para alemán, árabe, cherokee, coreano, danés, español, finés, francés, francés canadiense, hawaiano, inglés británico, inglés estadounidense, italiano, japonés, neerlandés, noruego, polaco, portugués y sueco, y compatible con diccionario, francés canadiense, inglés británico, inglés estadounidense, italiano y neerlandés.[cita requerida]

## Críticas
Hubo una serie de iPods que salieron defectuosos tanto en la pantalla como en el sonido de los auriculares, pero este desperfecto solo se presentó en los iPods cuyo número de serie empezaba por 9C736 o 9C737.[cita requerida]
Además, Apple había limitado el iPod Touch de una forma innecesaria, eliminando la opción de agregar eventos al calendario, pero con la actualización a iOS 2.1, se agregó esta opción y la App Store, que permite descargar aplicaciones directamente desde el iPod Touch.
Otras diferencias son que el iPhone incluye botones físicos para aumentar o disminuir el volumen del dispositivo, cosa que el iPod Touch no incorporó hasta la segunda generación del mismo.
El primer iPod Touch no incluía Bluetooth, micrófono ni altavoces, como sí es el caso del iPhone. La segunda generación incluye altavoces y un dispositivo Bluetooth, el cual se creía solo era usado para Nike+iPod. Apple anunció en el 2009, que con la actualización del firmware iPhone OS 3.0 para el iPhone y iPod Touch se activaría el Bluetooth para el iPod Touch. Y aun así también se ha descubierto que el iPod Touch incluye un chip capaz de recibir radio FM.
La funcionalidad Bluetooth está limitada, no permite envío ni recepción de ficheros; solo se usa para comunicación con sistemas Mac OS X y para el uso de un manos libres.
Además de esto, no se renovó el iPod durante más de 2 años y no se presentó el de sexta generación de una forma oficial como se había hecho anteriormente. Apple ha ido abandonando el iPod durante los últimos años, dada la caída de ventas general de los reproductores portátiles MP3/MP4 a favor de teléfonos inteligentes con jack de audio, audio por usb-c y audio bluetooth, y con la posibilidad de reproducir tanto música como vídeo en múltiples formatos y plataformas. En 2022 ha sido discontinuada la línea iPod totalmente 

## Cronología del iPod

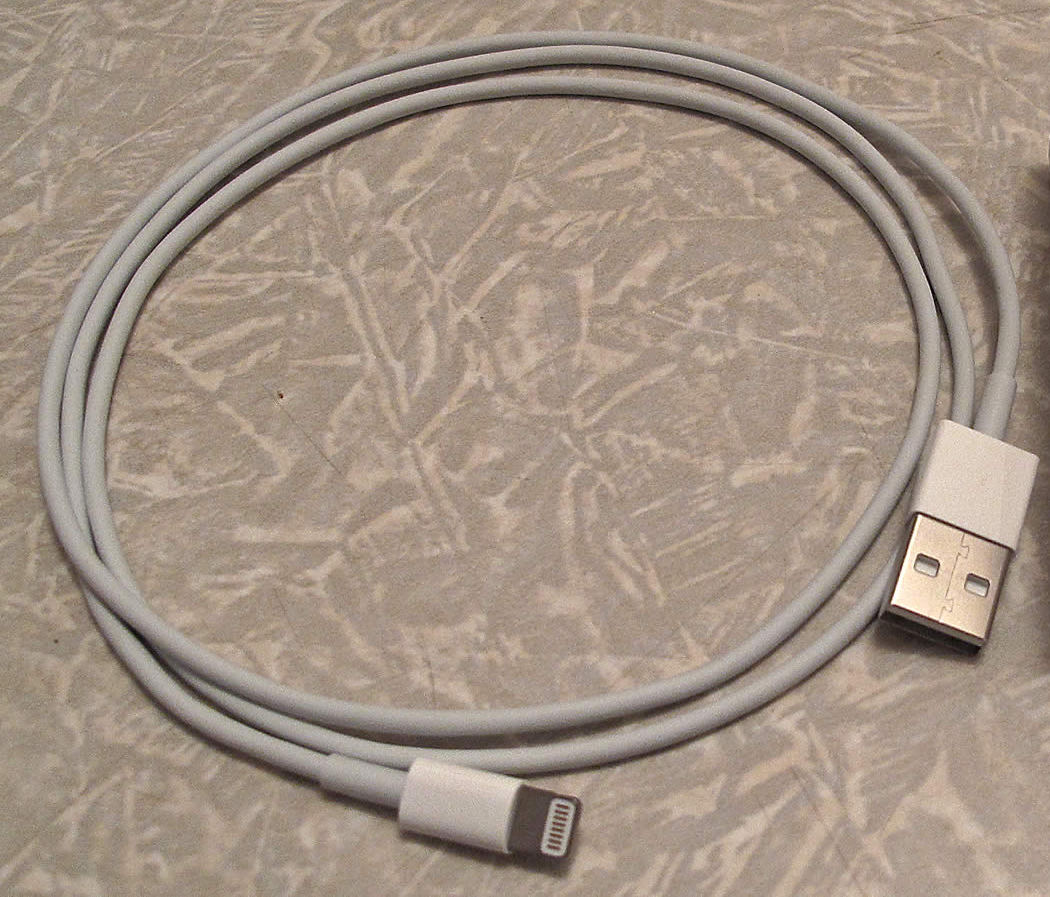
Lightning (conector), el nuevo conector de iPod Touch que sustituye al conector dock

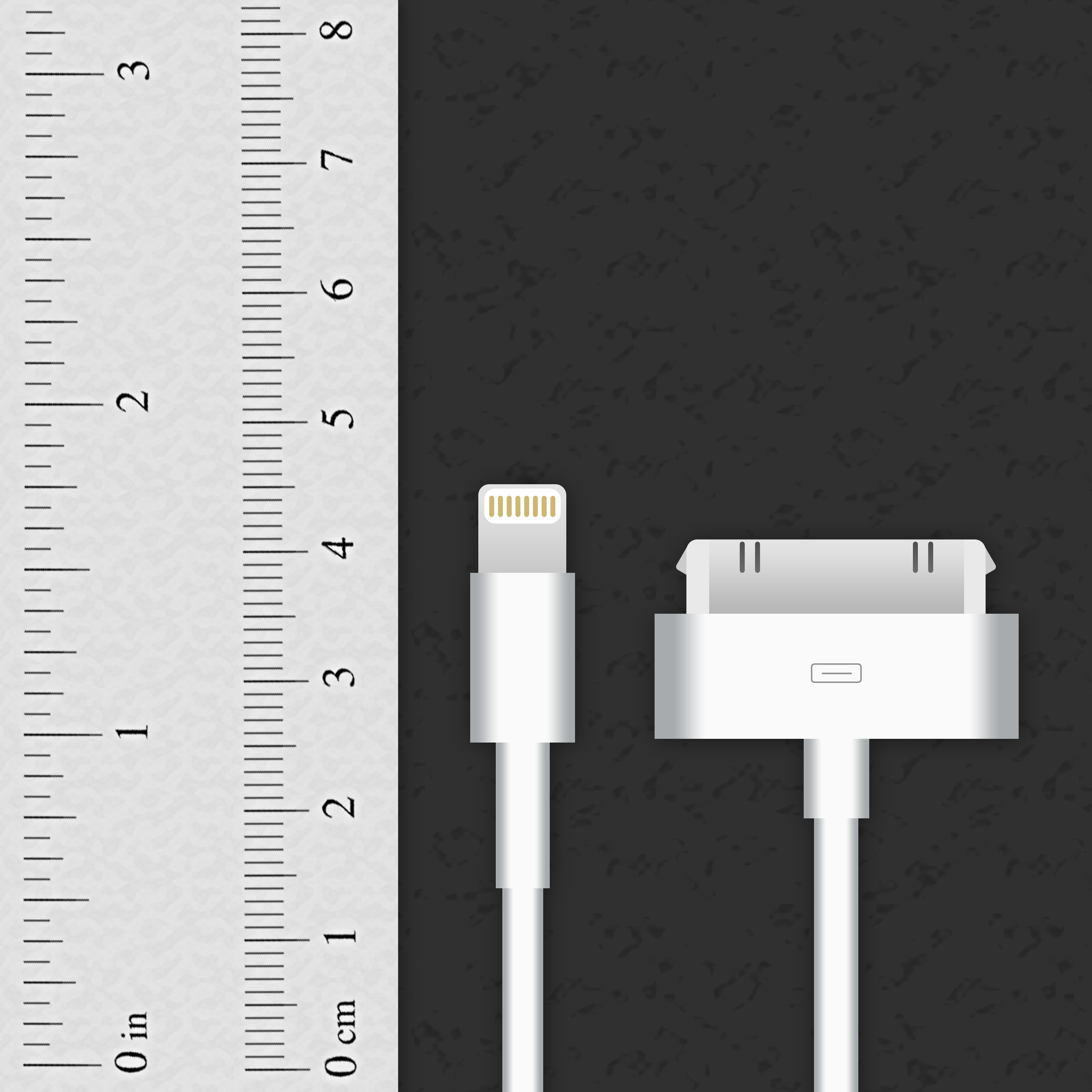
Conector dock (derecha), el primer cargador y cable de datos de iPod Touch el cual ha sido reemplazado por el conector lightning. Nótese que el conector dock cuenta con 30 pines y el lightning tan solo con 8